# Stemmops carius
Stemmops carius är en spindelart som beskrevs av Marques och Buckup 1996. Stemmops carius ingår i släktet Stemmops och familjen klotspindlar. Inga underarter finns listade i Catalogue of Life.